# Miguel Ángel Gimeno Jubero
Miguel Ángel Gimeno Jubero (Binèfar, 4 d'octubre de 1950) és un jutge lliterà, ubicat al sector progressista, president del Tribunal Superior de Justícia de Catalunya des de 2010 fins 2015. El 26 de juliol de 2016 va acceptar ocupar la direcció de l'Oficina Antifrau de Catalunya.

## Biografia
Gimeno va néixer el 4 d'octubre de 1950 a Binèfar (Llitera). Va estudiar Dret a la Universitat de Lleida i a la de Barcelona, i va exercir com a advocat laboralista, ingressant a la carrera judicial l'any 1987. En tot moment exercint a Catalunya, el seu primer destí fou el Jutjat núm. 3 de l'Hospitalet de Llobregat. L'any 1993 ingressà a l'Audiència de Barcelona i poc després n'esdevingué el president de la secció sisena.
L'octubre de 2010 fou escollit President del Tribunal Superior de Justícia de Catalunya (TSJC), en substitució de Maria Eugènia Alegret. Dels vint-i-un membres del Consell General del Poder Judicial (CGPJ), tretze votaren a Gimeno, set a Alegret, i un en blanc. El tercer candidat, Joaquín Bayo Delgado, no aconseguí cap sufragi.
Gimeno és membre de l'associació Jutges per a la Democràcia, la qual exercí durant un temps com a portaveu.
El 6 de juny de 2013, en declaracions a TV3, es va mostrar contrari a sancionar els pares de menors amb intoxicacions etíliques reiterades, però en canvi no descartà la possibilitat que se'ls pogués arribar a retirar la guarda.